# James Scullin
James Scullin (18 tháng 9 năm 1876 - 28 tháng 1 năm 1953) là một nhà chính trị Úc, ông là Thủ tướng Úc thứ 9. Thời gian đảm nhận chức vụ thủ tướng của ông từ ngày 22 tháng 10 năm 1929 đến ngày 6 tháng 1 năm 1932, kéo dài trong 2 năm 2 tháng và 16 ngày. Ông thuộc Đảng Lao động Úc. Hai ngày sau khi ông nhậm chức, Cuộc sụp đổ phố Wall năm 1929 xảy ra, đánh dấu một thời kỳ bắt đầu của cuộc Đại suy thoái ở Úc.

## Thời trẻ

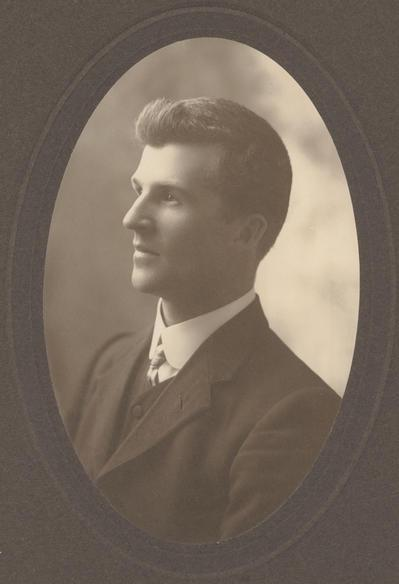
Scullin thập niên 1900

Scullin sinh ra trong một thị xã nhỏ của Trawalla ở phía tây Victoria, là con trai của John Scullin, một người công nhân đường ray và mẹ ông là Ann Logan), cả hai là người Ireland Công giáo xuất thân từ Derry. Ông học phổ thông của bang và sau đó làm nghề bán tạp hóa ở Ballarat lúc đang học tại lớp đêm. Ông gia nhập Đảng Lao động Úc năm 1903 và trở thành một nhà tổ chức cho Công đoàn Công nhân Úc, sau đó là biên tập của tờ Evening Echo, một báo của Lao động ở Ballarat. Ông là một người mộ đạo Công giáo Rôma, suốt đời không uống rượu và không hút thuốc.